# Dikarya
Dikarya Hibbett et al. – klad grzybów (Fungi), jako takson mający rangę podkrólestwa. Takson typowy nie został wyznaczony. W najnowszej taksonomii grzybów według CABI databases i Index Fungorum takiego taksonu nie wyróżnia się, istnieje jednak w ogólnej klasyfikacji organizmów według Ruggiero i in.

## Charakterystyka
Organizmy z podkrólestwa Dikarya wyróżniają się tworzeniem (przynajmniej w pewnym momencie rozwoju) grzybni z komórek o dwóch jądrach komórkowych (dikarionach). Mogą tworzyć strzępki lub być jednokomórkowe, lecz nigdy nie posiadają wici.
Dikarya to jedno z dwóch podkrólestw grzybów, drugim podkrólestwem jest Eomycota.

## Systematyka
Do podkrólestwa Dikarya należą 2 typy:
- Ascomycota Caval.-Sm. (1998) – workowce
- Basidiomycota R.T. Moore (1980) – podstawczaki